# Jim Noir

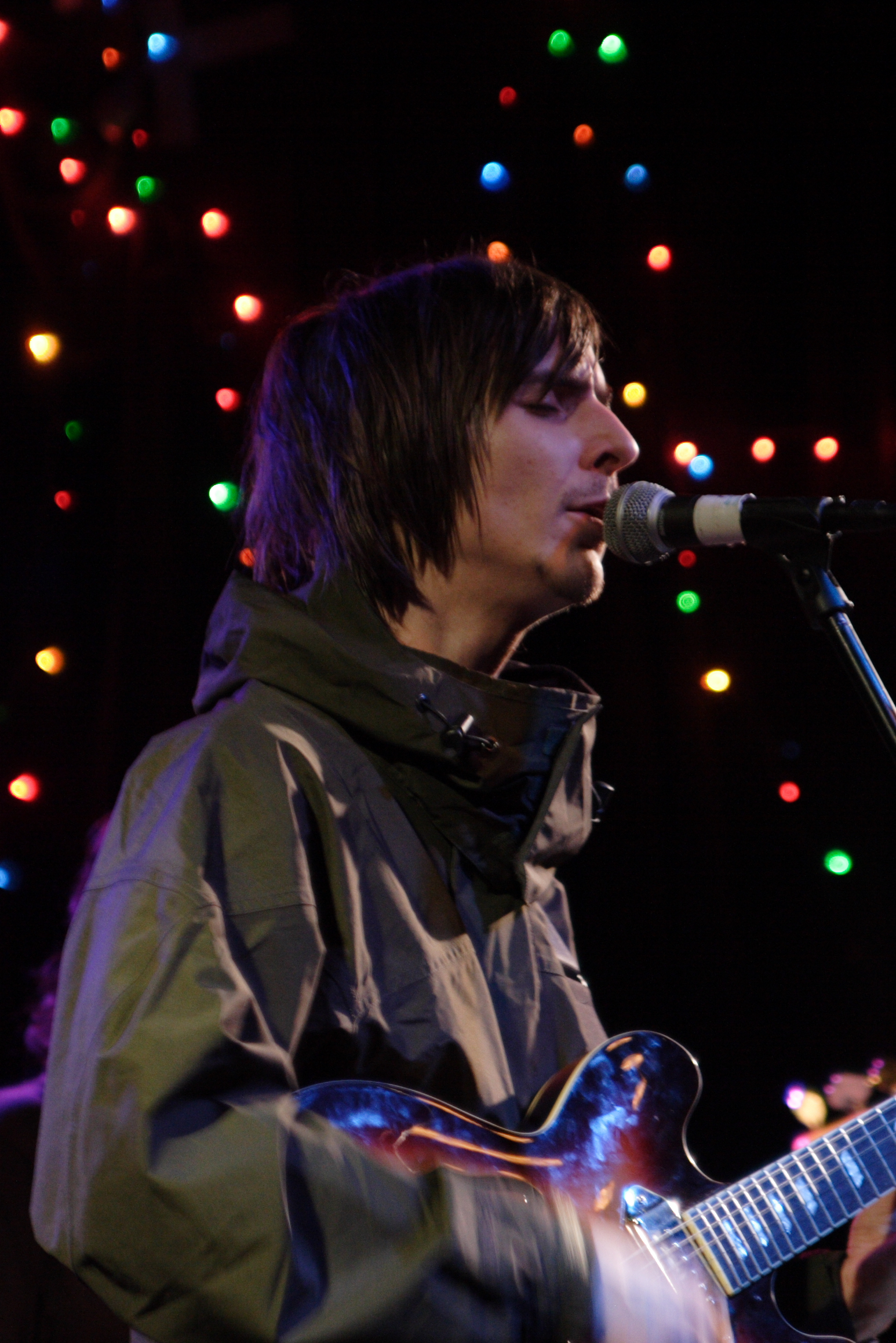
Jim Noir (2006)

Jim Noir (* 1982 in Davyhulme), mit bürgerlichem Namen Alan Roberts, ist ein englischer Sänger aus Davyhulme südwestlich von Manchester.
Sein Künstlername ist eine Hommage an Vic Reeves, der mit bürgerlichem Namen Moir heißt. Seine Musik wird zum Psychedelic Pop gerechnet. Er hat bislang ein Album Tower of Love im Dezember 2005 unter dem Label My Dad Recordings veröffentlicht. Es setzt sich aus mehreren Singles zusammen, die er zuvor zuhause bei seinen Eltern eingespielt hat. Noir beherrscht verschiedene Instrumente selbst, in der Öffentlichkeit tritt er jedoch mit einer Band auf.
Der Song Eanie Meany, ist in der Adidas-Werbung Jose+10 zur Fußball-Weltmeisterschaft 2006 zu hören. Sein Computer-Song ist 2010 in der Werbung des neuen Replay-Dufts zu hören. Das Lied My Patch taucht als Hintergrundmusik im PlayStation-3-Spiel Little Big Planet auf.

## Diskografie
Alben
- 2005: Tower of Love
- 2007: All Right EP
- 2008: Jim Noir
- 2010: Zooper Dooper
- 2012: Jimmy's Show
- 2014: Finnish Line
- 2019: A.M. Jazz

Singles
- 2006: The Key of C
- 2006: My Patch (Neuauflage; #65 UK)
- 2006: Eanie Meany (Neuauflage; #67 UK)
- 2007: All Right
- 2008: What U Gonna Do